# Gustav von Selasinsky
Gustav Adolf von Selasinsky (* 2. April 1807 in Vargow; † 1. Februar 1894 in Berlin) war ein preußischer Generalmajor.

## Leben

### Herkunft
Gustav war ein Sohn des Rittergutsbesitzers Friedrich Michael von Selasinsky (1755–1853) und dessen Ehefrau Helene, geborene von Losthin (1749–1801). Sein Bruder Karl Friedrich wurde General der Infanterie.

### Militärkarriere
Selasinsky besuchte die Kadettenhäuser in Kulm und Berlin. Anschließend wurde er am 8. April 1824 als Sekondeleutnant dem 26. Infanterie-Regiment der Preußischen Armee überweisen. Zur weiteren Ausbildung absolvierte er 1827/30 die Allgemeine Kriegsschule. 1834 folgte seine Kommandierung zum Topographischen Büro und am 26. März 1837 zur Dienstleistung beim Großen Generalstab. Selasinsky avancierte Anfang Juni 1837 zum Premierleutnant, wurde am 6. April 1839 in den Großen Generalstab versetzt und stieg Ende März 1840 zum Kapitän auf. Im gleichen Jahr ließ er sich für sechs Monate mit vollem Gehalt beurlaubt, bereiste Belgien, Frankreich, Oberitalien und Süddeutschland, um kriegsgeschichtliche Studien auf den verschiedenen Schlachtfelder vorzunehmen. Anschließend nahm Selasinsky an den Herbstübung des VIII. Deutschen Bundeskorps bei Heilbronn teil. Vom 7. April 1841 bis zum 3. April 1844 war er im Generalstab des II. Armee-Korps tätig, wurde dann als überzähliger Major in den Großen Generalstab rückversetzt und am 7. November 1844 in den Etat eingerückt. Er kam am 27. März 1847 als Bataillonskommandeur in das 24. Infanterie-Regiment, mit dem er während der Märzrevolution 1848 an den Straßenkämpfen in Berlin teilnahm. Am 23. März 1852 zum Oberstleutnant befördert, wurde Selasinsky am 2. Mai 1852 zunächst mit der Führung des 11. Infanterie-Regiments beauftragt. Unter Beförderung zum Oberst wurde er am 22. März 1853 Kommandeur dieses Verbandes. Krankheitsbedingt nahm er am 19. September 1857 seinen Abschied und wurde mit Pension und der Berechtigung zum Tragen der Armeeuniform zur Disposition gestellt. 
Für die Dauer der Mobilmachung anlässlich des Sardinischen Krieges wurde er 1859 als Kommandeur des 20. Landwehr-Regiments wiederverwendet und mit dem Roten Adlerorden III. Klasse mit Schwertern ausgezeichnet. Zum Dank verlieh ihm König Friedrich Wilhelm IV. am 3. Mai 1860 den Charakter als Generalmajor. Bei der Mobilmachung 1864 gegen Dänemark wurde er Kommandeur der stellvertretenden 12. Infanterie-Brigade und am 14. Januar 1865 mit dem Kronen-Orden II. Klasse ausgezeichnet. Letztmals wurde Selasinsky während des Krieges gegen Frankreich 1871/71 als Kommandeur der stellvertretenden 9. Infanterie-Brigade wiederverwendet. Er starb am 1. Februar 1894 in Berlin.

### Familie
Selasinsky heiratete am 28. April 1843 in Berlin Marie Karoline Gräfin von Westarp (1823–1866). Sie war eine Schwester des Politikers Otto von Westarp und wurde am 11. Dezember 1866 auf dem Matthäusfriedhof in Berlin beigesetzt.